# Stanisław (Ukraina)
Stanisław (ukr. Станіслав) – wieś na południu Ukrainy, w obwodzie chersońskim, w rejonie biłozerskim, położona na cyplu nad Limanem Dniepru. Miejscowość liczy 4 941 mieszkańców. W Stanisławie znajdują się dwie cerkwie.

## Historia
W czasach antycznych istniała w tym miejscu osada związana z kolonią grecką Olbia, położoną po drugiej stronie Limanu Bohu. W osadzie stała świątynia Demeter. W czasach nowożytnych teren penetrowany przez Kozaków, prawdopodobne miejsce lokalizacji jednego z obozów Bohdana Chemilnickiego. W 1774 roku odebrany Turcji i włączony do składu Imperium Rosyjskiego – rok ten podaje się też jako datę założenia wsi Stanisław. W 1795 odnotowano istnienie 25 zagród zamieszkiwanych przez 55 mężczyzn i 25 kobiet.

## Zabytki
- Ślady wału obronnego osady z II–III wieku.
- Kozackie krzyże kamienne z XVIII wieku na miejscowym cmentarzu.
- Budynek dawnego banku z 1908 roku, naśladujący styl renesansowy; obecnie siedziba rady wiejskiej.
- Budynek dawnej szkoły parafialnej z 2. połowy XIX wieku.